# Fondation Félix-Leclerc
Pour les articles homonymes, voir Félix Leclerc (homonymie).
 (août 2021).
La Fondation Félix-Leclerc (Espace Félix-Leclerc) perpétue la mémoire et l’œuvre de Félix Leclerc (1914-1988) en contribuant à leur rayonnement national et international, avec comme épicentre l’Espace Félix-Leclerc, érigé en 2002 à l’entrée du village de Saint-Pierre-de-l’Île-d’Orléans. La connaissance, la reconnaissance, l’appropriation et la transmission de ce patrimoine (chanson, poésie, théâtre et valeurs écologiques) sont au cœur de la mission patrimoniale, des objectifs et des initiatives que poursuit la fondation de concert avec différents partenaires privés et publics depuis 1983.

## Conseil d'administration
John R. Porter, président (2018 -)
Pierre Lahoud, vice-président
Michel Dallaire, trésorier
Johanne Tremblay, secrétaire
Éric Bauce, administrateur
Bernard Cliche, administrateur
Steve Couture, administrateur
Steve Desgagné, administrateur
Gabrielle Filion, administratrice

## Comité scientifique
La Fondation peut également compter sur un comité aviseur scientifique mis en place en 2021 et formé de spécialistes en histoire, littérature et musicologie.
Luc Bellemare (Ph. D.) est co-directeur de l’ouvrage Félix Leclerc. Héritage et perspectives (2019) et spécialisé en histoire de la musique du Québec. Auteur d’articles savants et chroniqueur, il rédige depuis 2005 des notes de programme pour le Festival international du Domaine Forget. Son mémoire de maîtrise Le style dans les chansons enregistrées de Félix Leclerc : une analyse des relations texte-guitare (Université Laval, 2007) demeure une référence.
Aurélien Boivin est professeur de littérature à l’Université Laval, essayiste québécois et un pionnier en matière de recherche sur la culture québécoise, il est un des rares chercheurs sur la littérature québécoise. Sa connaissance du corpus littéraire québécois, plus particulièrement du conte littéraire ainsi que des œuvres de Louis Hémon, de Philippe Aubert de Gaspé et de Félix Leclerc, a souvent été sollicitée par les instances gouvernementales ou le milieu culturel.
Jean-Pierre Sévigny (BACC, C.E.S. UQÀM) est chercheur et historien de musique et culture populaire. Il est actif dans le milieu de la préservation et de la mise en valeur du patrimoine matériel et immatériel. Il a fondé en 2005 la maison de disques Gala, spécialisée dans la production patrimoniale.

## Les activités de la Fondation
- Prix Félix-Leclerc de la chanson décerné annuellement à un auteur-compositeur-interprète québécois dans le cadre des Francos de Montréal et à un auteur-compositeur-interprète français lors d’une soirée à Paris.
- Prix Félix-Leclerc de la poésie décerné annuellement à un poète québécois dans le cadre du Festival international de la poésie de Trois-Rivières.
- Assurer le financement de l’Espace Félix-Leclerc, un centre d’interprétation destiné à faire découvrir l’œuvre et la mémoire de Félix Leclerc. De plus, l’Espace offre un accès à des sentiers de randonnée, qui parcourent les champs et boisés du site. L’Espace Félix-Leclerc est également un lieu de diffusion qui présente des expositions temporaires et des spectacles d’artistes de la chanson québécoise et française[2].

## Historique[3]
La Fondation Félix-Leclerc a vu le jour le 25 août 1983 suivant les vœux de sa famille et avec l’accord personnel de Félix Leclerc. La Fondation est constituée comme un organisme sans but lucratif en vertu de la Partie III de la Loi sur les compagnies du Québec et est un organisme de bienfaisance au sens de la Loi de l’impôt sur le revenu. Elle administre les activités de l’Espace Félix-Leclerc en gérant ses actifs et en assurant son financement.

Plusieurs moments ont jalonné l’histoire de la Fondation :
1996 : Prix Félix-Leclerc de la chanson, en collaboration avec les Francos de Montréal, l’Office franco-québécois pour la jeunesse, le Sentier des Halles de Paris et l’Association Québec-France. 
1997 : Prix Félix-Leclerc de la poésie décerné à un poète québécois dans le cadre du Festival international de la poésie de Trois-Rivières. 
2002 : Ouverture de l’Espace Félix-Leclerc à Saint-Pierre-de-l’Île-d’Orléans, un lieu identitaire dédié au poète, renfermant un centre d’interprétation et une boîte à chanson. 
2014 : Célébrations du centenaire de la naissance de Félix Leclerc avec entre autres la publication d’une chronologie illustrée, la tenue d’un colloque, l’installation d’une sculpture sur le site de l’Espace et la tournée d’une exposition itinérante en Europe.

« Notre mission première est de servir la mémoire de Félix et son actualité, dit-il. Nous sommes dans une dynamique de développement, dans un processus de conquête. Nous devons faire en sorte que Félix Leclerc demeure toujours un grand projet. »John R. Porter, président du CA.

## Reconnaissance
En 2019, le conseil d’administration nomme Nathalie Leclerc à titre de Fondatrice et directrice honoraire de l’Espace Félix-Leclerc.

### Le Cercle des grands amis de Félix
Le Cercle des grands amis de Félix est créé par le conseil d’administration en décembre 2019. Il vise à reconnaître l’apport d’individus qui partagent la mission de la Fondation et contribuent à perpétuer la mémoire et l’œuvre de Félix Leclerc.
Les premiers membres nommés au Cercle des grands amis de Félix :
Pierre Karl Péladeau, mécène qui offre son appui à la Fondation depuis près de 20 ans;
Michel Bell, président du conseil d’administration de la Fondation de 2013 à 2018;
Aurélien Boivin, professeur et chercheur, pour sa contribution au développement des connaissances à l’égard de Félix Leclerc.